# 天下一家
天下一家（英語：We Are the World (album)）是超级组合“艺人联合援非组织”（USA for Africa）于1985年录制的一首慈善单曲。歌曲由迈克尔·杰克逊和莱昂纳尔·里奇创作，昆西·琼斯和迈克尔·奥玛蒂安担任制作人，旨在为1983年至1985年埃塞俄比亚饥荒筹集资金。收录于专辑天下一家中。这首单曲实体销量超过2000万张，是有史以来销量第八高的单曲。
1984年12月，在英国组合乐队救援发行了〈他们知道现在是圣诞节吗？〉后不久，音乐家兼活动家哈里·贝拉方特决定创作一首由美国音乐人参与的慈善单曲，以援助非洲饥荒。在筹款人肯·克拉根的帮助下，他邀请了多位音乐人一同参与。1985年1月21日，也就是单曲第一次录音前一天晚上，迈克尔·杰克逊和莱昂内尔·里奇才完成了歌曲创作。
〈天下一家〉于1985年3月7日作为作为同名专辑的首支单曲由哥伦比亚唱片发行。该曲登上全球多个音乐排行榜榜首，并成为美国历史上销量增长最快的流行单曲。〈天下一家〉曾获得四白金认证，成为第一首获得多白金认证的单曲。其它获得的奖项包括四项格莱美奖、一项全美音樂獎以及一项人民选择奖。
〈天下一家〉通过音乐录影带、VHS录像带、特别版杂志、同步播出以及多本书籍、海报和T恤衫等方式进行宣传。这些推广活动和周边商品帮助〈天下一家〉共筹集了超过8000多万美元（相当于2024年的2.29億美元），用于非洲和美国的人道主义援助。2010年海地地震后，另一组歌手录制了本曲的新版本用于为海地筹集赈灾资金，名为〈天下一家25周年海地慈善版〉。

## 背景
1985年，受到英国团体“乐队救援”的歌曲〈他们知道圣诞节吗？〉的启发，美国艺人兼活动家哈里·贝拉方特决定在美国组织一个类似的活动。他计划将收益捐赠给一个新组织——“艺人联合援非组织”（United Support of Artists for Africa，简称USA for Africa）。该组织将为1983年至1985年埃塞俄比亚饥荒提供粮食和救济援助，这场饥荒造成约一百万人死亡。贝拉方特还计划拨出一部分资金帮助消除美国境内的饥荒问题。
为此，贝拉方特联系了娱乐经纪人兼筹款人肯·克拉根，后者邀请了他的客户莱昂纳尔·里奇和肯尼·罗杰斯。随后，他们又邀请了史蒂夫·旺德加入，来为这项活动增加更多的“知名度”。昆西·琼斯被选中担任该项目的联合制作人，他特意从电影〈紫色〉的制作中抽出时间参与该项目。琼斯还给迈克尔·杰克逊打了电话，当时杰克逊刚刚与他的兄弟们结束巡回演出。

## 创作
杰克逊告诉里奇，他想帮忙一起创作这首歌。最初的创作团队还包括史蒂夫·旺德，但由于他正忙于为电影〈红衣女郎〉创作歌曲而时间有限，未能深度参与。杰克逊和里奇在加利福尼亚州恩西诺的杰克逊家族居所哈文赫斯特写下了〈天下一家〉。他们试图创作一首易于传唱、令人难忘且具有赞美诗风格的歌曲。连续一周，他们每天晚上都在杰克逊的卧室里创作歌词和旋律。杰克逊的姐姐拉托亚回忆道：“当我走进他们写歌的房间时，房间里非常安静，这很奇怪，因为迈克尔工作时通常都很活跃。这对他们来说非常情绪化。”她后来表示，这首歌的大部分歌词是由杰克逊创作的。

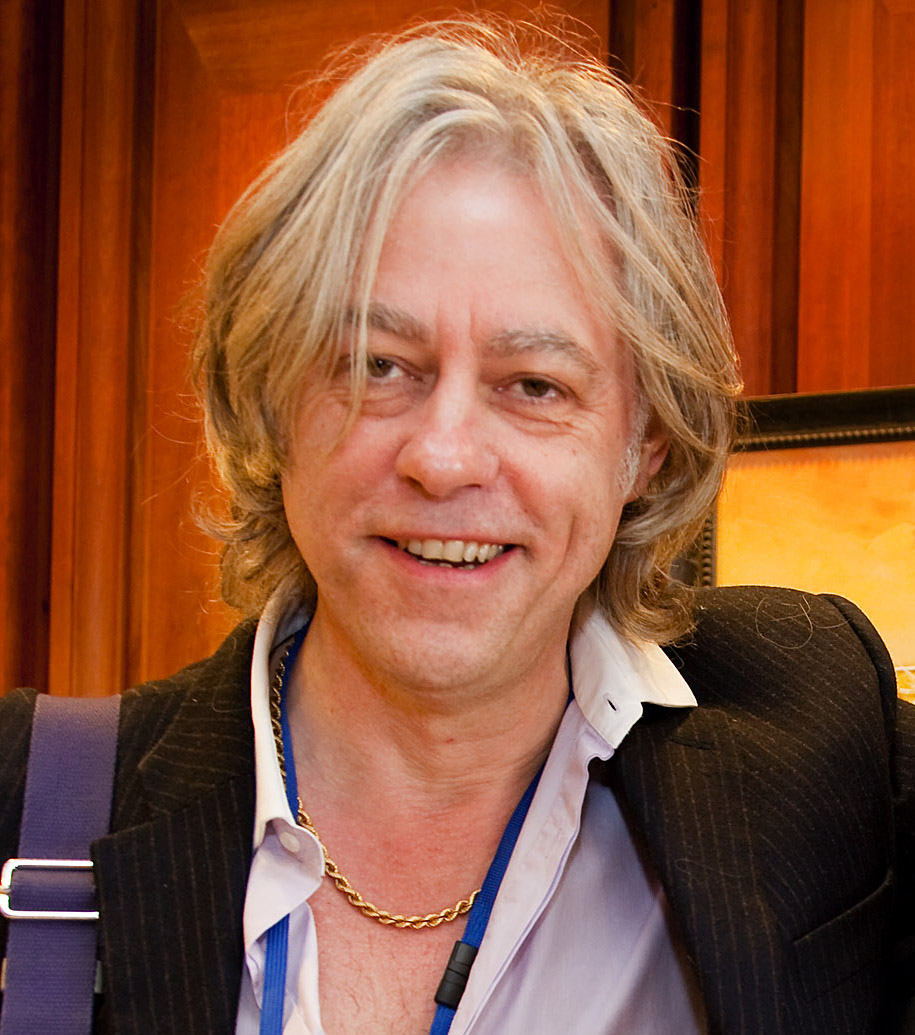
2009年的鲍勃·吉尔多夫

里奇为〈天下一家〉录制了两段旋律，杰克逊当天就为这些旋律加入了音乐。杰克逊表示：“我喜欢快速完成工作。我甚至没告诉里奇就自己先做了。我等不及了，当晚就完成了这首歌，包括鼓、钢琴、弦乐，以及副歌的歌词。”杰克逊向里奇和琼斯展示了他的样带，二人都非常震惊；他们没想到杰克逊能如此迅速地完成整首歌的框架。接下来里奇和杰克逊的几次会面却毫无成果，没有录制新的录音，也没有任何制作方面的进展。直到1985年1月21日晚上，也就是首次正式录音的前夜，里奇和杰克逊才完成了整首歌的歌词和旋律创作。
此次活动汇集了那个时代最知名的一些音乐人。然而，有一位音乐人被刻意排除在外——约翰·丹佛。尽管他曾多次参与慈善活动，但他这次的参与请求遭到了制作方的拒绝。肯·克拉根说，这是因为有些人认为丹佛的形象会影响这首歌作为流行摇滚歌曲的可信度。克拉根补充道：“我并不同意这种看法”，但他还是不得不婉拒了丹佛的参与。丹佛在1994年的自传《Take Me Home》中回忆了这次被拒，并写道：“未能参与其中让我心碎。”

### 录制

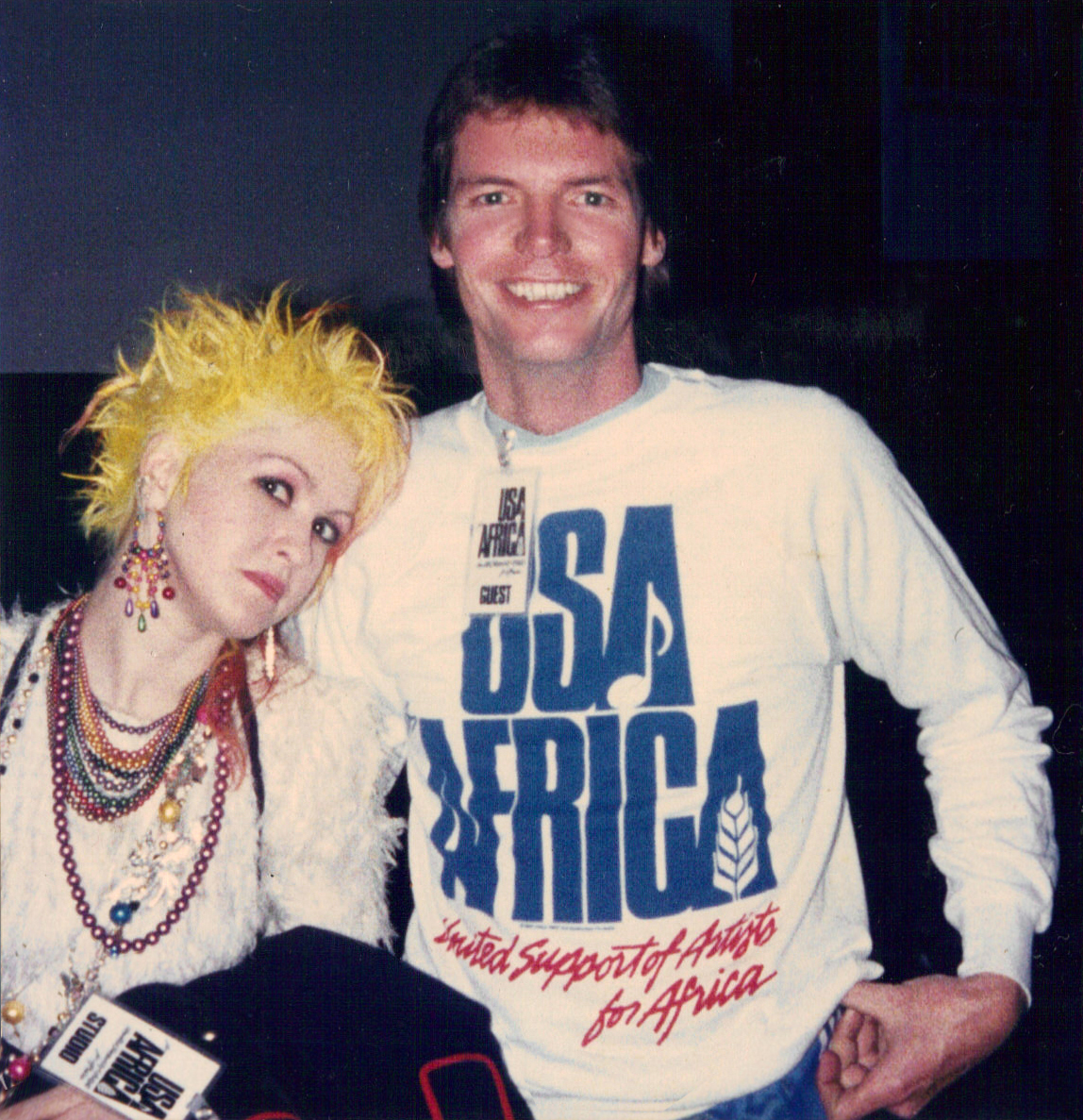
1985年1月28日，辛迪·劳珀和工作室徽章以及在加利福尼亚州好莱坞A&M工作室向所有出席者赠送的运动衫

1985年1月22日晚间，〈天下一家〉的首次正式录制在严格的安保措施下开始进行。里奇、杰克逊、旺德和琼斯在肯尼·罗杰斯的股份合资录音室展开工作。当各位明星音乐人进入位于洛杉矶贝维利大街录音棚时，棚内挤满了伴奏乐手、技术人员、摄制组成员、随行人员、助手以及活动组织者。琼斯请来了专业乐手负责歌曲的伴奏部分，其中包括鼓手约翰·罗宾逊、贝斯手路易斯·约翰逊和钢琴家格雷格·菲林加内斯。这三人的首次合作就是在琼斯为杰克逊制作的歌曲〈目标不至，努力不止〉中。里奇坐在钢琴前，向大家教授这首歌的演唱。当正式开始录音时，罗宾逊要求非音乐人员离开房间，随后录制了伴奏部分。此后，里奇和杰克逊录制了〈天下一家〉的演唱范本，与伴奏混音后复制成磁带，分发给每位受邀艺人。因为琼斯觉得之前几版录音“过于刻意”，所以直到第六次录制后演唱范本才被确定下来。
在完成演唱范本的录制后，杰克逊和琼斯开始考虑替换歌词中的“There's a chance we're taking, we're taking our own lives”（我们在冒险，我们拿自己的生命冒险）。两人担心这句歌词会被解读为与自杀有关。当大家在回放合唱部分时，里奇提议将这句歌词的后半部分改为“We're 'saving' our own lives”（我们拯救自己的生命）。琼斯也建议修改这句歌词的前半部分。他表示：“特别是在这个群体中，我们最不希望的就是看起来像在自夸。所以更合适的表达是：‘There's a choice we're making’（我们正在做出选择）。”到了凌晨1:30，这四位音乐人以完成一段旋律化的合唱作为工作结束，包括加入“sha-lum sha-lin-gay”的音效。琼斯告诉大家，不要再往录音里添加任何内容，并说道：“如果我们把这首歌做得太好了，有人可能会把它拿去在电台播放。”
1985年1月24日，经过一天的休息后，琼斯将里奇和杰克逊的示范人声录音寄给了所有参与录制的艺术家。包裹中还附有一封来自琼斯的信，他恳请这些艺术家不要分享或复制这段录音。他在信中写道：“在未来的岁月里，当你的孩子问‘爸爸妈妈在对抗世界饥荒中做了什么贡献？’时，你可以自豪地回答，这就是你的贡献。”

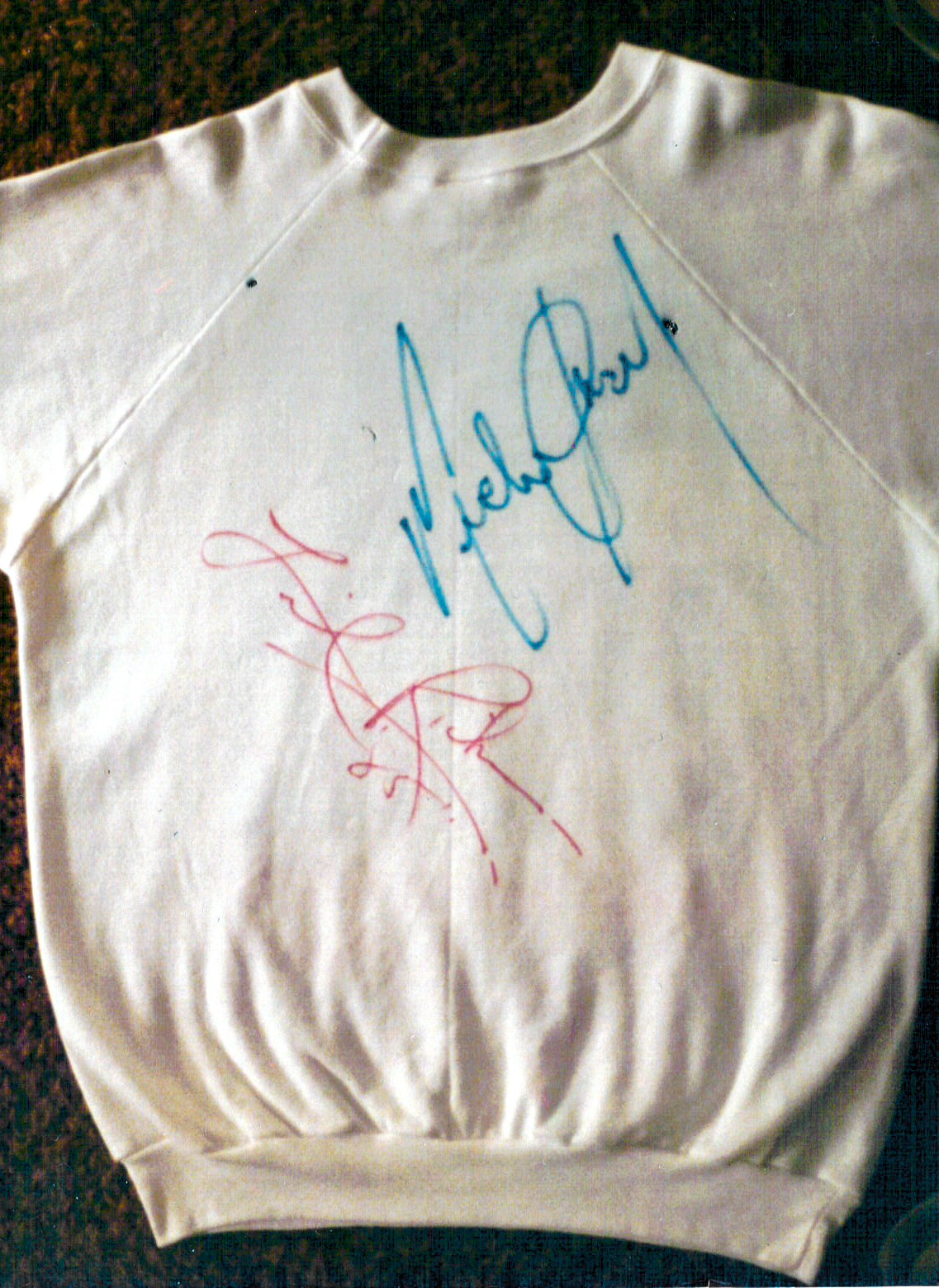
迈克尔·杰克逊和莱昂纳尔·里奇签名的〈天下一家〉毛衣背面

1985年1月25日，肯·克拉根在日落大道附近的一间平房主持了一次制作会议。在会议上，他的团队讨论了录音会应在哪个地点进行。克拉根担心地点泄露会引发狗仔队的狂热，从而让明星们望而却步。琼斯则对为艺人分配独唱部分感到担忧，他形容这么多才华横溢的艺人聚集在一起，这项任务就像“把一个西瓜塞进可乐瓶里”。次日晚，里奇在家中举办了一次舞台编排会议，会上确定了每位艺人的站位安排。
1985年1月28日，最后一晚的录制在好莱坞的A&M工作室进行。杰克逊于晚上8点抵达，比其他人早到，他先录制了自己的独唱部分，并单独录制了合唱段落。随后，其他“艺人联合援非组织”的成员陆续抵达并加入录制，包括雷·查尔斯、比利·乔尔、黛安娜·罗斯、辛迪·劳珀、布鲁斯·斯普林斯汀、蒂娜·特纳，以及杰克逊的兄弟姐妹杰基、拉托亚、马龙、兰迪和蒂托。许多参与者是直接从当晚举办的全美音乐奖颁奖典礼上赶来的。
普林斯原本有机会与迈克尔·杰克逊一起演唱，但他最终没有出席。有媒体报道称，普林斯不愿与其他艺人一起录制。另一篇关于〈天下一家〉录制时的报道则称，他不愿参加是因为组织者鲍勃·吉尔多夫曾称他是个“怪人”。在录制过程中，里奇与普林斯通了电话，普林斯提议在一个单独的房间内录制一段吉他独奏，但里奇表示他们需要的是演唱，因而婉拒了他的提议。作为替代，普林斯为〈天下一家〉专辑提供了一首独家曲目〈为了你眼中的泪〉（4 the Tears in Your Eyes）。史蒂夫·旺德曾邀请艾迪·墨菲参加录制，但墨菲以忙于录制自己的单曲〈派对全天候〉为由婉拒。墨菲后来表示，当他“意识到这次活动的意义后，感觉自己像个傻瓜”。总共有超过45位美国顶级音乐家参加了此次活动，另有50名艺术家因人数限制而被拒之门外。昆西·琼斯再录音室门上放了一块牌子，上面写着：“请把你的自负留在门外。”旺德在音乐人入场时欢迎他们，并打趣道，如果录制不能一次完成，他和雷·查尔斯两位盲人将开车送所有人回家。
多数艺人都在晚上大约10点半就位并开始演唱。几个小时后，史蒂夫·旺德提议用斯瓦希里语中的一句话来替代“sha-lum sha-lin-gay”的发音，这导致威龙·詹宁斯愤然离开录音室。随后发生了一场激烈的争论，其他几位艺人也反对这个提议。而“sha-lum sha-lin-gay”发声也遭到了反对并被取消。詹宁斯后来重新回到录音室并继续参与录制。参与者最终决定用英语唱一些有意义的歌词。他们选择演唱新歌词“one world, our children”（一个世界，我们的孩子），这句歌词得到了大多数参与者的喜欢。
清晨时分，史蒂夫·旺德邀请的两位埃塞俄比亚女性被带到了录音现场。她们代表自己的国家向歌手们表达了感谢，这一幕令多位艺术家感动落泪。为了缓和气氛，旺德开玩笑说，这次录音让他有机会“见到”雷·查尔斯，他说：“我们只是撞到了一起！”在这种情况下，独唱部分面临了各种挑战，但最终都成功完成了录制。最终版本于早上8点完成。

### 歌词
〈天下一家〉以第一人称视角演唱，让听众通过一起唱出“我们”这一词来“内化”歌曲的主题信息。这首歌被形容为“对人类同情心的呼吁”。副歌的第一句歌词是：“我们是世界，我们是孩子 / 我们是创造美好明天的人 / 所以让我们开始付出。”

### 编曲
〈天下一家〉全歌分为两个段落。第一段由莱昂纳尔·里奇、史蒂维·旺德、保罗·西蒙、肯尼·罗杰斯、詹姆斯·英格莱姆、蒂娜·特纳和比利·乔尔轮流独唱；第一段的合唱部分由迈克尔·杰克逊和戴安娜·罗斯演唱；迪翁·沃里克、威利·纳尔逊和阿尔·贾罗演唱第二段；布魯斯·斯普林斯汀、肯尼·罗金斯、史蒂夫·佩里和达里尔·霍尔演唱第二段合唱；接下来是杰克逊、休伊·刘易斯、辛迪·劳珀和金姆·卡纳斯合作演唱过渡段。之后以鲍勃·迪伦和雷·查尔斯合唱全曲、旺德和斯普林斯汀二重唱以及查尔斯和英格莱姆的即兴表演作为结尾。据说这种结构“创造了一种持续的惊喜和情感积累的感觉”。
合唱团成员包括：丹·艾克洛德、哈里·貝拉方特、林赛·白金汉、马里奥·西波里纳、约翰尼·科拉、希拉·E、鲍勃·吉尔多夫、比尔·吉布森、克里斯·海斯、肖恩·霍普尔、杰基·杰克逊、拉托亚·杰克逊、马龙·杰克逊、兰迪·杰克逊、蒂托·杰克逊、威龙·詹宁斯、贝特·米德勒、约翰·奥茨、杰弗里·奥斯本、安妮塔·珀恩特、琼·珀恩特、鲁斯·珀恩特和斯莫基·罗宾逊。

### 艺人联合援非组织音乐家

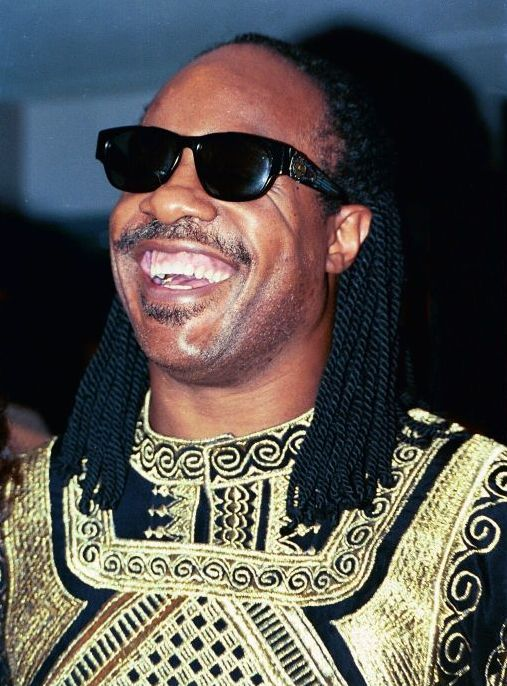
史蒂维·旺德是本曲中一位特邀独唱歌手。

| 指挥        |
| ----------- |
| • 昆西·琼斯 |

| 独唱歌手（以演唱顺序排名） |
| -------------------------- |
| • 莱昂纳尔·里奇            |
| • 史蒂维·旺德              |
| • 保罗·西蒙                |
| • 肯尼·罗杰斯              |
| • 詹姆斯·英格莱姆          |
| • 蒂娜·特纳                |
| • 比利·乔尔                |
| • 迈克尔·杰克逊            |
| • 戴安娜·罗斯              |
| • 迪翁·沃里克              |
| • 威利·纳尔逊              |
| • 阿尔·贾罗                |
| • 布魯斯·斯普林斯汀        |
| • 肯尼·罗金斯              |
| • 史蒂夫·佩里              |
| • 达里尔·霍尔              |
| • 休伊·刘易斯              |
| • 辛迪·劳珀                |
| • 金姆·卡纳斯              |
| • 鲍勃·迪伦                |
| • 雷·查尔斯                |

| 合唱（按字母顺序）                     |
| -------------------------------------- |
| • 丹·艾克洛德                          |
| • 哈里·貝拉方特                        |
| • 林赛·白金汉                          |
| • 马里奥·西波里纳（休伊·刘易斯和新闻） |
| • 约翰尼·科拉（休伊·刘易斯和新闻）     |
| • 希拉·E                               |
| • 鲍勃·吉尔多夫                        |
| • 比尔·吉布森（休伊·刘易斯和新闻）     |
| • 克里斯·海斯（休伊·刘易斯和新闻）     |
| • 肖恩·霍普尔（休伊·刘易斯和新闻）     |
| • 杰基·杰克逊                          |
| • 拉托亚·杰克逊                        |
| • 马龙·杰克逊                          |
| • 兰迪·杰克逊                          |
| • 蒂托·杰克逊                          |
| • 威龙·詹宁斯                          |
| • 贝特·米德勒                          |
| • 约翰·奥茨                            |
| • 杰弗里·奥斯本                        |
| • 安妮塔·珀恩特（波音特姐妹乐队）      |
| • 琼·珀恩特（波音特姐妹乐队）          |
| • 鲁斯·珀恩特（波音特姐妹乐队）        |
| • 斯莫基·罗宾逊                        |

| 乐器演奏者                       |
| -------------------------------- |
| • John Barnes – 键盘、编程、编曲 |
| • 大卫·派奇 – 合成器             |
| • 麦克尔·包迪克 – 合成器、编程   |
| • 伊恩·安德伍德 – 合成器、编程   |
| • 史蒂夫·博卡洛 – 合成器、编程   |
| • 保利尼奧‧達‧科斯塔 – 打击乐    |
| • 路易斯·约翰逊 – 合成贝司       |
| • 迈克尔·奥玛蒂安 – 键盘         |
| • 格雷格·菲林加内斯 – 键盘       |
| • 约翰·罗宾逊 – 鼓               |

## 发行
1985年3月7日，〈天下一家〉以单曲形式发行，包括7英寸和12英寸两种版本。这是〈天下一家〉专辑中唯一单独发行的单曲，并在全球各大排行榜上都取得了成功。在美国，这支单曲在R&B单曲榜、成人当代单曲榜和公告牌百强单曲榜上均名列第一，并保持在榜一个月之久。单曲首次在百强榜上亮相时排名第21位，仅用四周就登顶榜首，比普通单曲到达排行榜顶峰所需时间缩短了一半。在百强榜上，这首歌的排名从第21位迅速上升到第5位、第2位，最终达到第1位。如果不是因为菲尔·柯林斯的〈再绐我一个夜晚〉受到流行和摇滚听众的双重支持，这首歌可能会更早登顶百强榜。此外，〈天下一家〉还进入了公告牌的摇滚单曲榜（Top Rock Tracks）和乡村单曲榜（Hot Country Singles），分别达到第27位和第76位。这首歌成为自披头士乐队的〈Let It Be〉以来，首个在发行两周内就进入公告牌前五的单曲。在美国以外，〈天下一家〉在澳大利亚、法国、爱尔兰、新西兰、荷兰、挪威、瑞典、瑞士和英国的排行榜上均登顶。在德国和奥地利，这首歌的排名达到了第2位。
这张单曲也取得了巨大的商业成功：在发行后的三天内，最初出货的80万张〈天下一家〉唱片即销售一空。该唱片成为美国流行单曲历史上销售速度最快的作品。在西好莱坞的淘兒唱片店，1000张这首歌的唱片在两天内售罄。店员理查德·佩蒂帕斯（Richard Petitpas）评论道：“通常一首冠军单曲每周能卖出约100到125张。（这首单曲）这种销量绝对是闻所未闻。”到1985年底，〈天下一家〉成为当年销量最高的单曲。五年后，人们发现这首歌成为了整个20世纪80年代销量最大的单曲。〈天下一家〉最终被认为是美国和流行音乐历史上销量最高的单曲之一。这首歌是第一张获得多白金认证的单曲，并被美国唱片业协会授予了4白金认证。据估计，〈天下一家〉的全球销量达到了2000万张。

## 评价
歌曲〈天下一家〉获得的评价褒贬不一。美国记者格雷尔·马库斯认为这首歌听起来像百事可乐的广告歌。他写道：“反复出现的‘There's a choice we're making’（我们正在做出选择）与百事可乐的标语‘The choice of a new generation’（新一代的选择）交织在一起，显然这并非由与百事有合作的作曲人迈克尔·杰克逊和莱昂内尔·里奇有意为之，更不是巧合。”马库斯补充说：“在语境化的领域，〈天下一家〉与其说是在讲述埃塞俄比亚，不如说是在讲述百事可乐——而最终的真正结果很可能不是某些埃塞俄比亚人将因此活下来，或者至少比原本能够活得更久；而可能的是百事可乐的广告口号将得到雷·查尔斯、史蒂夫·旺德、布鲁斯·斯普林斯汀等人的免费传唱。”学者兼活动家里比·加罗法洛也持类似观点，他认为歌词“我们在拯救自己的生命”（We're saving our own lives）体现了一种“令人反感的自我陶醉”。他认为“艺人联合援非组织”的艺术家们实际上是在宣扬“他们为一个他们大多数人永远不会接触到的民族，唱了一首关于自己永远不会经历的问题的歌曲，而获得了自我救赎”。
相比之下，〈纽约时报〉的斯蒂芬·霍尔登对歌词“There's a choice we're making, We're saving our own lives”（我们正在做出选择，我们在拯救自己的生命）表示赞赏。他写道，这句歌词“由具有超级明星魅力的人唱出来时，会呈现出一种额外的情感维度”。霍尔登认为这首歌是“一次超越其官方性质的艺术性胜利”。他指出，与乐队救援的〈他们知道现在是圣诞节吗？〉不同，〈天下一家〉的演唱“巧妙地交织在一起”，突出了每位歌手的个性。霍尔登总结道，〈天下一家〉是一首“简单而动听的抒情歌”，是一种“完全实现的流行音乐宣言，即使不是由明星录制，它听起来也会非常出色”。
事实证明，这首歌受到年轻人和老年人的欢迎。美国密苏里州哥伦比亚市的一些人表示他们购买了不止一张单曲唱片，有些人一次性购买了多达五张。
据音乐评论家兼布鲁斯·斯普林斯廷传记作者戴夫·马什的说法，〈天下一家〉在摇滚音乐界并未被广泛接受。马什表示，这首歌被轻视是因为它既不是一首摇滚作品，也不是对导致饥荒的政治政策的批判，既没有探讨饥荒产生的原因和过程，也不是对后猫王时代全球流行音乐全景的全方位呈现。尽管马什也认可部分批评，但他认为，虽然〈天下一家〉略显感伤，它仍然是一场带有严肃政治意味的大规模流行音乐事件。
〈天下一家〉在发行后获得了多个奖项的认可。在1986年的格莱美奖中，这首歌及其音乐录像带赢得了四项大奖：年度制作奖、年度歌曲奖、最佳流行组合或团体演唱奖以及最佳音乐录影带奖。在1985年的MTV音乐录影带大奖中，该音乐录像带获得了两项荣誉：最佳团体录像带奖和观众选择奖。在1986年的人民选择奖中，〈天下一家〉被授予“最受欢迎新歌”奖。同年，全美音乐奖将〈天下一家〉评为“年度歌曲”，并向组织者哈里·贝拉方特颁发了“特别表彰奖”。贝拉方特在领奖时感谢了肯·克拉根、昆西·琼斯，以及“没有他们的天才才华，我们不会以同样的方式受到启发的两位艺术家：莱昂内尔·里奇先生和迈克尔·杰克逊先生”。在他的发言后，多数“艺人联合援非组织”成员重新聚集在舞台上，用〈天下一家〉为颁奖典礼画上了句号。
〈天下一家〉于2021年入选格莱美名人堂。

## 曲目列表

### 黑胶单曲
1. 〈天下一家〉（艺人联合援非组织） – 4:51
2. 〈Grace〉（昆西·琼斯） – 4:30

## 营销和推广
〈天下一家〉通过音乐视频、录像带以及向公众提供的其他商品进行宣传，包括书籍、海报、衬衫和徽章等。所有官方“艺人联合援非组织”商品的销售收益全部用于饥荒救济基金。这些商品销售表现良好，其中，名为〈We Are the World: The Video Event〉的录像带记录了歌曲制作的全过程，并成为1985年第九畅销的录像带。所有视频内容由霍华德·G·马利（Howard G. Malley）和克雷格·B·戈林（Craig B. Golin）制作，艾普丽尔·李·格雷布（April Lee Grebb）担任制作监督。音乐视频展示了〈天下一家〉的录制过程，但也受到了一些人的批评。据报道，迈克尔·杰克逊在拍摄前曾开玩笑说：“人们一看到袜子就知道是我了。试试拍布鲁斯·斯普林斯汀的袜子，看看有没有人知道是谁的袜子。”
这首歌还通过美国〈生活〉杂志的特刊进行推广。该杂志是唯一被允许在1985年1月28日晚上进入A&M录音室的媒体机构，其他所有新闻机构都被禁止报道与〈天下一家〉录制相关的事件。〈生活〉杂志在1985年4月的月刊中刊登了有关录音过程的封面故事。封面上有七位“艺人联合援非组织”成员的照片：鲍勃·迪伦、布鲁斯·斯普林斯汀、辛迪·劳帕、莱昂内尔·里奇、迈克尔·杰克逊、蒂娜·特纳和威利·尼尔森。杂志里还展示了一些〈天下一家〉参与者在工作和休息时的照片。
〈天下一家〉在同年的晚些时候通过全球同步广播获得了全世界的广播覆盖。乔治亚州的广播员鲍勃·沃尔夫和唐·布里斯卡在他们的本地电台播放这首歌时，提出了进行全球同步广播的想法。他们打电话给数百个广播和卫星电台，邀请它们参与。1985年4月5日（该年的受难日）下午3:50（格林威治标准时间），超过8000个电台在全球同步播放了这首歌。随着歌曲的播放，数百人在纽约圣帕特里克大教堂的台阶上齐声合唱。一年后，1986年3月28日（该年的受难日），〈天下一家〉的同步广播再次在全球6000多个电台播出。
〈天下一家〉在1986年5月25日获得了进一步的推广和报道，当时它在美国举行的一项重大慈善活动中播放。该活动名为“手拉手横穿美国”（Hands Across America），是“艺人联合援非组织”的后续项目，数百万人在美国各地形成了一个人链。此活动旨在引起人们对美国国内饥饿和无家可归问题的关注。〈天下一家〉的共同创作者迈克尔·杰克逊希望他的歌曲成为此次活动的官方主题曲。但“艺人联合援非组织”的其他董事会成员投票反对他，最终决定为该活动创作并发布一首新歌，名为〈Hands Across America〉。当这首新歌发布时，它未能达到〈天下一家〉那样的成功，而使用这首新歌作为活动官方主题曲的决定导致迈克尔·杰克逊——〈天下一家〉的版权共同拥有者——辞去了“艺人联合援非组织”董事会成员的职务。

## 人道主义援助
在〈天下一家〉发布四个月后，“艺人联合援非组织”共筹得了近1080万美元（相当于今天的3000万美元）。大部分资金来自美国国内的唱片销售。公众也捐款，短短时间内捐款接近130万美元。1985年5月，“艺人联合援非组织”的官员估计，他们在全球销售的官方商品价值约为4500万至4700万美元。活动组织者肯·克雷根宣布，他们不会一次性发放所有款项。相反，他透露该基金会将致力于为非洲的问题寻找长期解决方案。“我们可以一口气花光这些钱。也许能在短期内拯救一些生命，但这就像是用创可贴覆盖一个严重的伤口。”克雷根指出，专家预测，至少需要10到20年才能对非洲的长期问题产生轻微的影响。

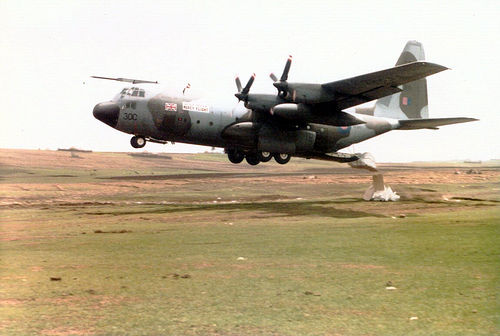
1983年—1985年埃塞俄比亚饥荒期间，一架军用飞机正在投放食物

1985年6月，第一架载有食品、药品和衣物的“艺人联合援非组织”货机启程前往埃塞俄比亚和苏丹。途中停留在纽约，向货仓中增加了15,000件T恤。物资中包括高蛋白饼干、高蛋白维生素、药品、帐篷、毯子和冷藏设备。同月，哈里·贝拉方特代表“艺人联合援非组织”访问了苏丹。这次旅行是他在非洲的四国之行的最后一站。坦桑尼亚总理萨利姆·艾哈迈德·萨利姆热情接待并赞扬贝拉方特，对他说：“我个人和坦桑尼亚人民都为这项人类团结的巨大典范而感动。”
在〈天下一家〉发行一年后，活动主办方指出“艺人联合援非组织”的人道主义基金已经筹集道了4450万美元。他们表示，有信心达到最初设定的5000万美元目标（相当于2024年的1.39亿美元）。到1986年10月，主办方透露募集资金已经超过5000万美元的目标。彼时的CBS唱片公司为“艺人联合援非组织”开出了250万美元的支票，将总资金额提升到了5120万美元。而“艺人联合援非组织”的“手拉手横穿美国”活动也筹集到了大约2450万美元用于帮助美国本土的饥民。
自发布以来，〈天下一家〉已为人道主义事业筹集了超过8000万美元（相当于今天的2.22亿美元）。其中90%的资金被承诺用于非洲救援，包括长期和短期援助。长期计划包括计划生育和粮食生产方面的努力。剩余的10%资金则用于美国国内的饥饿和无家可归问题。来自非洲基金的资金用于启动了超过70个恢复和发展项目，涵盖了农业、渔业、水资源管理、制造业和植树造林等领域。此外，还在莫桑比克、塞内加尔、乍得、毛里塔尼亚、布基纳法索和马里等非洲国家开展了培训项目。
在杰克逊于2009年去世后，艾利亚斯·基弗·马莱姆·贝耶内（Elias Kifle Maraim Beyene），一位在埃塞俄比亚长大并曾受益于这首歌曲所提供的援助的人，讲述了以下内容：
我永远无法忘记迈克尔·杰克逊，因为他在〈天下一家〉这首歌中的贡献，对我的人生产生了深远影响。如今我已50岁，但25年前生活在埃塞俄比亚的亚的斯亚贝巴——那时这里正遭受着漫长的旱灾与饥荒。那是段可怕的岁月：无数人病倒，更多人死去，约百万人在这场饥荒中丧生。1984年，迈克尔·杰克逊联合众多顶尖音乐人创作了〈天下一家〉，为非洲筹募善款。我们收到了世界各地的援助，而我正是直接受益者之一。赈灾面粉与我们平时在市场购买的谷物不同，用它烤制的面包格外特别。当地人给面包取名为“迈克尔面包”，以致敬这位伟大的艺术家。

它松软可口，经历过饥馑岁月的人永远不会忘记这样的滋味。当时在亚的斯亚贝巴生活过的人，至今都记得"迈克尔面包"的滋味，而我知道这份记忆将伴随我终生。

### 著名现场演出
〈天下一家〉曾在多个场合由“艺人联合援非组织”的成员一起或单独现场演唱。其中最早的现场演出之一是在1985年的摇滚音乐会Live Aid上，当时有100多位音乐家共同登台演唱这首歌曲作为演唱会的压轴曲。期间，哈里·贝拉方特和莱昂纳尔·里奇惊喜现身，参与了歌曲的现场演绎。迈克尔·杰克逊本计划也参与这次演出，但根据其新闻发言人诺曼·温特（Norman Winter）的说法，他因“正在录音室内全力投入一个重大项目”而未能参加。
1993年1月，美国总统当选人比尔·克林顿的就职庆祝活动在林肯纪念堂举行。此次活动由克林顿的好莱坞好友策划，吸引了数十万人参加。艾瑞莎·弗蘭克林、LL Cool J、邁克爾·波頓和托尼·班奈特等音乐家纷纷到场。昆西·琼斯表示：“我从未见过这么多优秀的表演者怀着如此深厚的爱与无私精神聚在一起。”庆祝活动包括一次〈天下一家〉的表演，克林顿与他的女儿切尔西及妻子希拉里一起，与“艺人联合援非组织”的肯尼·罗杰斯、戴安娜·罗斯和迈克尔·杰克逊共同演唱了这首歌曲。〈纽约时报〉的爱德华·罗斯坦评论道：“最令人难忘的画面应该是克林顿参与演唱〈天下一家〉的场景，他成为第一个尝试（尽管可能是徒劳的）追求时尚感的总统。”
迈克尔·杰克逊于2009年6月因心脏骤停去世。他的追悼会于7月7日举行，据报道有超过十亿人观看了这场追悼会。活动的压轴节目是集体演唱杰克逊的经典歌曲〈天下一家〉和〈拯救世界〉。〈天下一家〉的领唱由自20世纪80年代末以来一直与杰克逊合作的达里尔·芬尼斯（Darryl Phinnessee）担任。演出还邀请到了歌曲的共同创作者莱昂内尔·里奇以及杰克逊的家族成员，特别是他的孩子们。演出结束后，〈天下一家〉自1985年发行以来首次重返美国排行榜，在〈公告牌〉热销数字歌曲榜中排名第50位。

## 25周年版

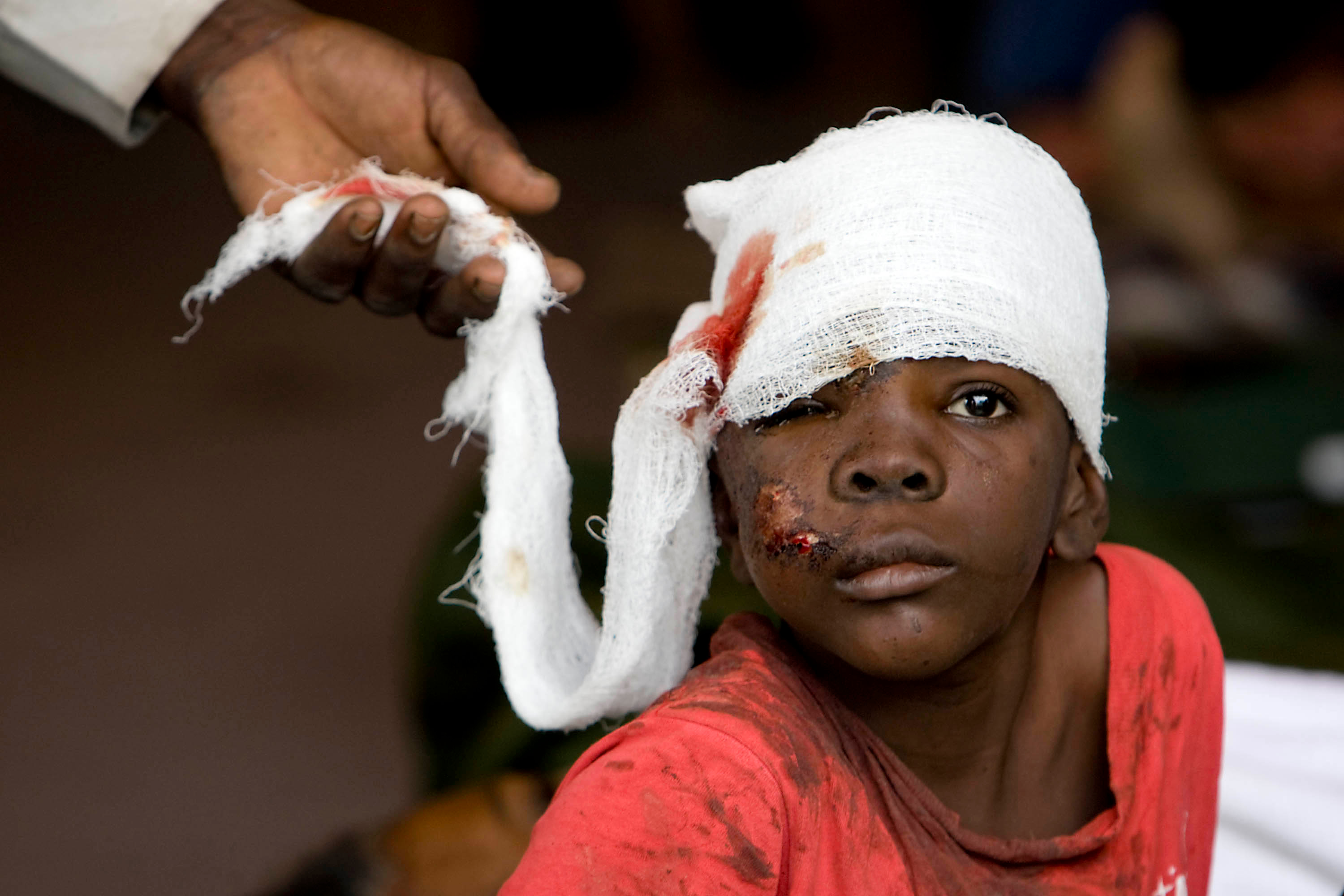
数十万人在2010年海地地震中受伤

2010年1月12日，海地发生7.0级地震，这是该岛200多年来最严重的一次地震。震中位于海地首都太子港附近。海地政府确认，这次灾难造成超过23万名平民死亡，约30万人受伤。大约有120万人无家可归，而临时住所的缺乏可能导致疾病的爆发。
为了为地震受害者筹集资金，一首全新版本的〈天下一家〉于2010年2月1日录制，并于同年2月12日发布。此次重制版有超过75位音乐人参与，并在1985年原版的同一录音室完成。新版歌词经过改编，还加入了与海地相关的说唱部分。应其母亲凯瑟琳的请求，迈克尔·杰克逊的妹妹珍妮特在歌曲中与已故的哥哥对唱。视频和音轨中使用了1985年原版录制的迈克尔·杰克逊的资料片段。此外，这个版本因怀克里夫·让在歌曲末尾的演唱风格而引发争议，〈旧金山纪事报〉的音乐评论家形容他的声音忽高忽低，“听起来像消防警报和怀克里夫用力过度造成疝气声音的结合。”
2010年2月20日，一个由非明星艺人演绎的〈We Are the World 25 for Haiti (YouTube版)〉被上传至视频分享网站YouTube。网络名人兼创作歌手丽莎·拉维构思并组织了这次全球合作，邀请了57位来自世界各地的非签约或独立YouTube音乐人参与录制。这版2010年的〈天下一家〉翻唱基于1985年的原版，省去了说唱部分，并尽量减少了2010年明星翻唱版中明显的自动调音效果。另一个2010年的翻唱是西班牙语版本〈Somos El Mundo〉。这首歌曲由埃米利奥·艾斯特凡及其妻子格洛丽亚·埃斯特凡创作，并由埃米利奥、昆西·琼斯及资助该项目的环球电视公司共同制作。

## 影响
〈天下一家〉被认为是一首具有重要政治意义的歌曲，它引发了国际社会对非洲问题前所未有的关注。该歌曲被认为营造了一种氛围，鼓励全球音乐人创作关注人道主义问题的歌曲。根据〈纽约时报〉记者斯蒂芬·霍尔登的说法，自〈天下一家〉发布以来，流行音乐领域出现了更多探讨人道主义主题的作品。〈天下一家〉还影响了音乐创作和意义表达的方式，展示了不同种族、风格的音乐人能够高效且具有创造性地合作。《Ebony》杂志将1985年1月28日的录制会描述为“世界音乐中的一个重要时刻，表明我们可以改变世界”。这首歌与〈拯救生命〉以及〈农场援助〉等活动一同证明摇滚音乐已经超越了单纯的娱乐功能，而成为一种政治和社会运动。记者罗伯特·帕尔默（Robert Palmer）指出，此类歌曲和活动能够触及全球受众，传递信息，并产生实际效果。
自〈天下一家〉和启发其创作的〈Band Aid〉单曲发行后，许多类似的歌曲被录制，旨在帮助世界各地的灾民。其中一个例子是由拉丁音乐家组成的超级团体“第三世界兄弟”（Hermanos del Tercer Mundo）。这一团体包括62位录音艺术家，如胡利奥·伊格莱西亚斯、何塞·费雷西亚诺和塞吉奥·门德斯。他们的赈灾歌曲在〈天下一家〉的同一录音室录制，所得善款的一半捐给“艺人联合援非组织”，另一半用于拉丁美洲贫困国家的援助。其他著名的案例包括：1989年，由硬摇滚、前卫摇滚和重金属音乐家组成的超级团体摇滚援助亚美尼亚（Rock Aid Armenia）录制了深紫乐队的歌曲〈水面上的烟雾〉，为1988年亚美尼亚大地震的受灾者筹款；1986年的〈Handog ng Pilipino sa Mundo〉，传递菲律宾人民在人民力量革命后的乐观精神；1997年录制的〈Sa Araw ng Pasko〉，以及2003年的〈Biyahe Tayo〉，用于推广菲律宾旅游业。随后在 2011 年翻唱的〈Pilipinas, Tara Na!〉  2009年，为台风凯莎娜（当地称为Ondoy）受灾者录制的〈Star ng Pasko〉和〈Kaya Natin Ito!〉也为灾民提供希望。2013年，几位GMA网络艺人录制了激励人心的歌曲〈Bangon Kaibigan〉，为台风海燕（当地称为Yolanda）的幸存者传递希望。

## 榜单
| 榜单（1985–1986年）                              | 最高排名 |
| ------------------------------------------------ | -------- |
| 澳大利亚（肯特音乐报告）                         | 1        |
| 奥地利（Ö3四十强单曲榜）                         | 2        |
| 比利时佛兰德（Ultratop五十强单曲榜）             | 1        |
| 加拿大（《RPM》热门单曲榜）                      | 1        |
| 加拿大（《RPM》成人當代榜）                      | 1        |
| 智利（UPI）                                      | 1        |
| 丹麦（Hitlisten）                                | 3        |
| 芬兰（芬蘭官方單曲榜）                           | 1        |
| 法国（法國唱片出版業公會單曲榜）                 | 1        |
| 爱尔兰（愛爾蘭唱片音樂協會）                     | 1        |
| 意大利（Musica e dischi）                        | 1        |
| 荷兰（荷蘭四十強單曲榜）                         | 1        |
| 荷兰（百强单曲榜）                               | 1        |
| 新西兰（新西兰唱片音乐协会单曲榜）               | 1        |
| 挪威（世道單曲榜）                               | 1        |
| 巴拿马（UPI）                                    | 1        |
| 巴拉圭（UPI）                                    | 1        |
| 葡萄牙（AFP）                                    | 1        |
| 南非（Springbok Radio）                          | 1        |
| 西班牙（西班牙音樂製作協會）                     | 1        |
| 瑞典（瑞典最熱榜）                               | 1        |
| 瑞士（瑞士热门音乐榜）                           | 1        |
| 英國（官方榜单公司單曲榜）                       | 1        |
| 美国（《告示牌》百大單曲榜）                     | 1        |
| 美國（《告示牌》成人當代單曲榜）                 | 1        |
| 美国（《告示牌》Hot Black Singles）              | 1        |
| 美國（《告示牌》热门乡村歌曲榜）                 | 76       |
| 美国（《告示牌》热门迪斯科12英寸单曲唱片销量榜） | 1        |
| 美国（《告示牌》排行榜）                         | 27       |
| 美国《錢櫃》最佳单曲                             | 1        |
| 委内瑞拉（UPI）                                  | 1        |
| 西德（GfK娱乐榜单）                              | 2        |

| 榜单（1985年）                       | 排名 |
| ------------------------------------ | ---- |
| 澳大利亚（肯特音乐报告）             | 1    |
| 加拿大（《RPM》热门单曲榜）          | 23   |
| 新西兰（新西兰唱片音乐协会单曲榜）   | 1    |
| 南非（Springbok Radio）              | 8    |
| 英國（官方榜单公司單曲榜）           | 35   |
| 美国（《告示牌》百大單曲榜）         | 20   |
| 美国 Black Singles Chart (Billboard) |      |
| 美国《錢櫃》最佳单曲                 | 1    |

## 销量和认证
| 地區                                                       | 认证    | 认证单位/销量 |
| ---------------------------------------------------------- | ------- | ------------- |
| 加拿大（加拿大音乐协会）                                   | 3× 白金 | 300,000^      |
| 芬兰                                                       | —       | 7,750         |
| 法国（法國唱片出版業公會）                                 | 白金    | 1,000,000*    |
| 意大利（意大利音乐产业联盟） 2009年迄今累计销量            | 金      | 15,000‡       |
| 新西兰（新西兰唱片音乐协会）                               | 白金    | 20,000*       |
| 葡萄牙                                                     | —       | 200,000       |
| 英国（英国唱片业协会）                                     | 银      | 250,000^      |
| 美国（美國唱片業協會）                                     | 4× 白金 | 8,000,000     |
| 總計                                                       |         |               |
| 全球 销量数据（截至1984年5月）                             | —       | 7,400,000     |
| *僅含認證的實際銷量 ^僅含認證的出貨量 ‡僅含認證的+實際銷量 |         |               |

## 脚注

### 引文
1. 1 2 3 4  张锐 (2010)，第117頁.
2. 1 2  尹鴻綺 (2020)，第16頁.
3. ↑  罗婉容 & 景进安 (1993)，第75頁.
4. ↑  雷世泰 (1994)，第349頁.
5. ↑  邓兴军 (1998)，第14頁.
6. ↑  《温家宝谈教育》编辑组 (2013)，第173頁.
7. ↑  许晓峰 (1992)，第24頁.
8. 1 2  伍湘涛 (1988)，第263頁.
9. 1 2  王今 & 克柔 (1998)，第409頁.
10. 1 2  陈震 & 昆鸟 (2020)，第205頁.
11. ↑  王韡 (2022)，第87頁.
12. 1 2 3 4 5 6 7  黄义彤 (2000)，第287頁.
13. 1 2  Newstead (2024).
14. ↑  尤静波 (2015)，第400頁.
15. 1 2 3 4 5  Taraborrelli (2004)，第341頁.
16. ↑  Harden (1987).
17. ↑  Taylor (1985).
18. ↑  Tribune (1985).
19. ↑  Taraborrelli (2004)，第341-342頁.
20. 1 2 3  Campbell (1993)，第109頁.
21. 1 2  王越 (2022)，第76頁.
22. 1 2 3  Taraborrelli (2004)，第342頁.
23. 1 2  Campbell (1993)，第110頁.
24. ↑  Grayeb (2005).
25. ↑  Miller (2004).
26. 1 2  黄燎原 & 韩一夫 (1992)，第135頁.
27. ↑  焦鹤 & 李成福 (2022)，第217頁.
28. ↑  余永黎 (2022)，第201頁.
29. ↑  Kristiansen (2017).
30. ↑  Breskin (2004)，第2頁.
31. 1 2 3 4 5 6 7  Breskin (2004)，第3頁.
32. 1 2 3 4 5 6 7  Holden (1985).
33. ↑  Breskin (2004)，第5-6頁.
34. 1 2  Jet (1985)，第16頁.
35. 1 2  Prince (1999).
36. ↑  Parks (1985).
37. ↑  Lenker (2024).
38. ↑  卢葳 (2006)，第271頁.
39. ↑  . YouTube. 2019-10-24  [2024-11-17]. 原始内容存档于2024-11-13 （英语）.
40. ↑  Taraborrelli (2004)，第343頁.
41. 1 2  Davis (2006)，第174頁.
42. 1 2 3 4  Breskin (2004)，第6頁.
43. 1 2 3 4  Cagle (1992).
44. ↑  王晓峰 & 章雷 (2000)，第528頁.
45. 1 2 3 4  Breskin (2004)，第7頁.
46. ↑  Netflix (2024).
47. ↑  Jet (1985).
48. ↑  Braheny (2006)，第18頁.
49. 1 2 3 4  Bodus (1985).
50. ↑  上海市音乐公共课教材编订小组 (2011)，第288頁.
51. ↑  金桥 (2009)，第11頁.
52. 1 2 3 4 5  Marsh (2004)，第518頁.
53. ↑  吴文环 & 杨虹 (2010)，第220頁.
54. ↑  顾天爵 (1998)，第207頁.
55. ↑  朱静雯 (2022)，第217頁.
56. 1 2 3 4 5  王晓峰 & 章雷 (2000)，第446頁.
57. ↑  尤静波 (2015)，第403頁.
58. ↑  尤静波 (2015)，第404頁.
59. ↑  尤静波 (2015)，第403-404頁.
60. ↑  王晓峰 & 章雷 (2000)，第445頁.
61. ↑  杜丽霞 (2000)，第146頁.
62. ↑  樊帆 (2005)，第107頁.
63. ↑  童利民 (1998)，第99頁.
64. ↑  张锐 (2010)，第221頁.
65. ↑  盧相如 (2023)，第121頁.
66. 1 2 3  Taraborrelli (2004)，第344頁.
67. 1 2  . Columbia Missourian. 1985-04-10.
68. 1 2 3  George (2004)，第41頁.
69. 1 2 3  Campbell (1993)，第113頁.
70. 1 2  DeKnock (1985).
71. ↑  徐元勇 (2015)，第113頁.
72. ↑  . ultratop.be.   [2009-09-29]. （原始内容存档于2021-02-27）.
73. 1 2  . Irishcharts.ie.   [2011-07-31]. （原始内容存档于2011-07-21）.
74. ↑  . top40.nl.   [2011-07-31]. （原始内容存档于2012-02-03）.
75. ↑  Bennett (1985).
76. 1 2  Worrell (1985).
77. ↑  . Daily News of Los Angeles. 1986-01-04  [2009-09-25]. （原始内容存档于2022-06-22）.
78. ↑  Holden (1989).
79. ↑  Beatts (1997).
80. ↑  Ruhlmann (2009).
81. ↑  Pareles (1989).
82. ↑  Andrews (1995).
83. ↑  Popson (1986).
84. ↑  Tribune (1986).
85. ↑  Breznican (2009).
86. ↑  董楠 (2018)，第106頁.
87. 1 2 3 4 5 6 7  Garofalo (1992)，第29頁.
88. ↑  姜涛 & 王海威 (2023)，第382頁.
89. ↑  周佳 (2022)，第213頁.
90. 1 2  Cocks (1985).
91. ↑  朱静雯 (2022)，第57頁.
92. 1 2 3  Marsh (2004)，第519頁.
93. 1 2 3 4 5 6  Campbell (1993)，第114–115頁.
94. ↑  . MTV.   [2009-07-21]. （原始内容存档于2008-08-30）.
95. ↑  DiPerio (1985).
96. ↑  Da Atley (1986).
97. ↑  . grammy.com.   [2024-07-31]. （原始内容存档于2024-05-15）.
98. 1 2 3  Campbell (1993)，第112頁.
99. ↑  May (1985).
100. ↑  The Associated Press. . Associated Press News. 1985-04-03  [2014-02-07]. （原始内容存档于2023-04-07） （英语）.
101. ↑  L.A. Times Archives. . Los Angeles Times. Associated Press. 1985-04-06  [2019-01-11]. （原始内容存档于2023-09-26）.
102. ↑  . The New York Times. 1985-04-06  [2009-07-20]. （原始内容存档于2024-12-14） （英语）.
103. ↑  . The Evening Independent. 1986-05-23  [2009-07-21]. （原始内容存档于2024-09-26）.
104. ↑  Hewett (1986).
105. ↑  . Spokane Chronicle（英语：Spokane Chronicle）. 1986-10-09  [2009-07-21]. （原始内容存档于2017-04-09） （英语）.
106. ↑  Steinbreder (1985).
107. ↑  Campbell (1993)，第116頁.
108. 1 2 3 4 5  Glave (1985).
109. 1 2  . The New York Times. 1985-05-19  [2009-07-21]. （原始内容存档于2024-06-27）.
110. ↑  . The New York Times. 1985-06-11  [2009-07-21]. （原始内容存档于2023-04-07）.
111. ↑  . Wilmington Morning Star（英语：Wilmington Morning Star）. 1985-06-22  [2009-07-21]. （原始内容存档于2024-12-05） （英语）.
112. ↑  . St. Petersburg Times. 1986-03-10.
113. 1 2 3 4 5 6  Wilson (1986).
114. ↑  1634–1699: McCusker, J. J.  (PDF). American Antiquarian Society. 1997. 1700–1799: McCusker, J. J.  (PDF). American Antiquarian Society. 1992. 1800–present: Federal Reserve Bank of Minneapolis. .   [2024-02-29].
115. 1 2 3  Pike (1985).
116. ↑  BBC (2009).
117. ↑  Kutner (1985).
118. ↑  Linder (1985).
119. 1 2 3 4  Palmer (1985).
120. ↑  . The New York Times. 1985-07-17: 22  [2009-07-22]. （原始内容存档于2024-03-02）. |section=被忽略 (帮助)
121. 1 2 3 4  Apple (1993).
122. ↑  Pareles (1993).
123. ↑  Archerd (1993).
124. ↑  Rothstein (1993).
125. ↑  The Associated Press. . Today.com. 2009-06-25  [2009-06-25]. （原始内容存档于2017-03-02）.
126. ↑  Harris (2009).
127. 1 2 3  Anderson (2009).
128. 1 2  Powers (2009).
129. ↑  Trust (2009).
130. ↑  . United States Geological Survey.   [2010-01-12]. （原始内容存档于2010-01-15）.
131. ↑  . The Daily Telegraph (London). 2010-01-12  [2010-01-12]. （原始内容存档于2022-01-11）.
132. 1 2  . BBC News. 2010-02-11  [2010-03-06]. （原始内容存档于2024-06-25）.
133. 1 2  McFeely (2010).
134. 1 2  Duke (2010).
135. ↑  Gundersen (2010a).
136. ↑  Gundersen (2010b).
137. ↑  Levs (2010a).
138. ↑  Levs (2010b).
139. ↑  Church (2010).
140. ↑  . 2010-03-06  [2024-11-26]. （原始内容存档于2010-03-13）.
141. ↑  . 2010-03-06. （原始内容存档于2010-03-13）.
142. ↑  . 2010-03-07  [2024-11-26]. （原始内容存档于2010-10-23）.
143. ↑  Cobo (2010).
144. ↑  Holden (1987).
145. ↑  . Ebony（英语：Ebony (magazine)）. November 2005  [2009-07-22].
146. ↑  王晓峰 & 章雷 (2000)，第15頁.
147. ↑  张鸣雨 (2011)，第197頁.
148. ↑  刘凯 & 谢彤 (2007)，第230頁.
149. ↑  . Columbia Missourian. 1985-04-10.
150. ↑  徐元勇 (2015)，第105頁.
151. ↑  . Rock Aid Armenia.   [2016-07-20]. （原始内容存档于2009-12-09）.
152. ↑  Sicam (2011).
153. ↑  Lariosa (2022).
154. ↑  Abunda (2004).
155. ↑  . www.officialgazette.gov.ph. 2011-08-10 （英语）.
156. ↑  Paredes (2009).
157. ↑  Parazzi (2009).
158. ↑  FRJimenez (2013).
159. ↑  Kent (1993)，第317頁.
160. ↑  "Austriancharts.at – USA For Africa – We Are the World". Ö3 Austria Top 40.   （德語）.
161. ↑  "Ultratop.be – USA For Africa – We Are the World". Ultratop 50.    （荷蘭語）.
162. ↑  "Top RPM Singles: Issue 0518." RPM. Library and Archives Canada.  （英語）.
163. ↑  "Top RPM Adult Contemporary: Issue 8321." RPM. Library and Archives Canada.  （英語）.
164. ↑  . La Opinión (Los Angeles)（英语：La Opinión (Los Angeles)）. 1985-06-03  [2024-09-21] （西班牙语）.
165. ↑  .   [2024-11-17]. （原始内容存档于2019-12-21）.
166. ↑  "USA For Africa: We Are the World". Musiikkituottajat.  （芬蘭語）.
167. ↑  "Lescharts.com – USA For Africa – We Are the World". Les classement single.  （法語）.
168. ↑  . Musica e dischi.   [2022-06-08]. （原始内容存档于2016-12-01） （意大利语）. Set "Tipo" on "Singoli". Then, in the "Artista" field, search "USA for Africa".
169. ↑  "Nederlandse Top 40 – USA For Africa search results" Dutch Top 40.  （荷蘭語）.
170. ↑  "Dutchcharts.nl – USA For Africa – We Are the World". Single Top 100.  （荷蘭語）.
171. ↑  "Charts.nz – USA For Africa – We Are the World". Top 40 Singles.  （英語）.
172. ↑  "Norwegiancharts.com – USA For Africa – We Are the World". VG-lista.  （挪威語）.
173. ↑  . La Opinión (Los Angeles)（英语：La Opinión (Los Angeles)）. 1985-05-25  [2024-09-21] （西班牙语）.
174. ↑  . La Opinión (Los Angeles)（英语：La Opinión (Los Angeles)）. 1985-06-03  [2024-09-21] （西班牙语）.
175. ↑  .   [2019-08-08]. （原始内容存档于2016-08-30）.
176. ↑  Samson (1989).
177. ↑  Salaverri (2005).
178. ↑  "Swedishcharts.com – USA For Africa – We Are the World". Singles Top 100.  （英語）.
179. ↑  "Swisscharts.com – USA For Africa – We Are the World". Swiss Singles Chart.  （英語）.
180. ↑  "USA For Africa: Artist Chart History" Official Charts Company.   （英語）.
181. ↑  "USA for Africa Chart History (Hot 100)". Billboard.  [2017-06-18].（英語）.
182. ↑   "USA for Africa Chart History (Adult Contemporary)". Billboard.  [2017-06-18].（英語）.
183. ↑  . Billboard.   [2024-11-17]. （原始内容存档于2023-04-06）.
184. ↑  "USA for Africa Chart History (Hot Country Songs)". Billboard.  [2017-06-18].（英語）.
185. ↑  . 1985-04-20.
186. ↑  . Billboard.   [2025-06-23]. （原始内容存档于2025-06-23） （美国英语）.
187. ↑  . Cash Box.   [2017-06-20]. （原始内容存档于2022-05-14）.
188. ↑  . La Opinión (Los Angeles)（英语：La Opinión (Los Angeles)）. 1985-06-03  [2024-09-21] （西班牙语）.
189. ↑  "Offiziellecharts.de – USA For Africa – We Are the World". GfK Entertainment charts.  [2019-02-13].   （德語）.
190. ↑  Kent (1993)，第437頁.
191. ↑  . Kent Music Report.   [2023-01-23]. （原始内容存档于2021-05-19） –Imgur.
192. ↑  . RPM. Vol. 43 no. 16. 1985-12-28  [2018-02-18]. （原始内容存档于2019-04-02）.
193. ↑  . Recorded Music NZ.   [2016-06-29]. （原始内容存档于2015-02-10）.
194. ↑  . rock.co.za.   [2018-12-26]. （原始内容存档于2014-05-10）.
195. ↑  Music Week (1986)，第10頁.
196. ↑  Scaping (1986)，第48-49頁.
197. ↑  . Billboard. Vol. 97 no. 52. 1985-12-28: T-21  [2015-01-29].
198. ↑  Billboard (1985)，第T-26頁.
199. ↑  . Cash Box.   [2016-06-07]. （原始内容存档于2012-10-01）.
200. ↑  . Music Canada.   [2015-10-26] （英语）.
201. ↑  . InfoDisc.   [2015-10-26] （法语）. 选择“U.S.A. FOR AFRICA”，然后点击“OK”
202. ↑  . Federazione Industria Musicale Italiana.   [2015-10-26] （意大利语）.
203. ↑  . Recorded Music NZ.   [2015-10-26] （英语）.
204. ↑  Billboard (1989)，第81頁.
205. ↑  . British Phonographic Industry.   [2015-10-26] （英语）.
206. ↑  . Recording Industry Association of America.   [2015-10-26] （英语）.
207. ↑  Edwards (2020).
208. ↑  . Baltimore Afro-American. 1984: 70. The Recording by 45 of America's Top Artists has sold more than 7.4 million singles and 4.4 million albums since January

### 网络来源
- Abunda, Boy. . Philstar.com. 2004-05-29  [2022-02-12]. （原始内容存档于2025-05-28） （英语）.
- Miller, Dan. . Dan Miller's Notebook. 2004-10-12  [2024-11-28]. （原始内容存档于2024-05-18） （英语）.
- Harden, Blaine. . The Washington Post. 1987-09-14  [2009-10-07]. （原始内容存档于2011-07-04） –ProQuest Archiver （英语）.
- Grayeb, Mike. . HarryChapin.com. 2005  [2011-05-09]. （原始内容存档于2013-01-25） （英语）.
- Gunnar "funkpost" Kristiansen. . SlapKlatz. 2017-11-16  [2020-07-15]. （原始内容存档于2024-04-24） （英语）.
- Chicago Tribune. . Chicago Tribune. 1985-03-17  [2024-07-13]. （原始内容存档于2024-07-13）.
- Taylor, Jonathan. . Chicago Tribune. 1985-03-17  [2009-10-07]. （原始内容存档于2012-03-07） –ProQuest Archiver （英语）.
- DiPerio, Diane D. . The Daily Collegian. 1985-09-16  [2009-07-21]. （原始内容存档于2016-04-08） （英语）.
- Parazzi, Pinoy. . 2009-10-13. （原始内容存档于2024-12-14） （他加禄语）.
- Maureen Lee Lenker. . EW.com. 2024-01-29  [2024-02-13]. （原始内容存档于2024-03-10） （英语）.
- Newstead, Al. . ABC News Australia（英语：ABC News Australia）. 2024-02-01  [2024-11-17]. （原始内容存档于2024-10-03） （英语）.
- Chicago Tribune. . Chicago Tribune. 1986-01-31  [2024-07-13]. （原始内容存档于2024-07-13） （英语）.
- Holden, Stephen. . The New York Times. 1985-02-27  [2009-07-11]. （原始内容存档于2023-05-18） （英语）.
- Levs, Josh. . CNN. 2010-03-06  [2024-11-26]. （原始内容存档于2010-12-30） （英语）.
- Levs, Josh. . CNN. 2010-03-07  [2024-11-26]. （原始内容存档于2010-12-30） （英语）.
- Lariosa, Saab. . Philstar Life. 2022-02-25  [2022-03-20]. （原始内容存档于2024-12-03） （英语）.
- Breznican, Anthony. . USA Today. 2009-06-30  [2009-07-19]. （原始内容存档于2010-09-19） （英语）.
- Anderson, Kyle. . MTV. 2009-07-08  [2009-07-22]. （原始内容存档于2009-07-11） （英语）.
- Andrew Paredes. . 2009-11-08. （原始内容存档于2024-11-29） （英语）.

- Cobo, Leila. . Billboard.com. 2010-02-22  [2010-05-26]. （原始内容存档于2024-11-29） （英语）.
- Bodus, Tom. . Columbia Missourian（英语：Columbia Missourian）. 1985-03-29 （英语）.
- . CNN. 1999-12-20  [2009-07-11]. （原始内容存档于2017-03-19） （英语）.
- DeKnock, Jan. . The Ledger（英语：The Ledger）. 1985-04-17 （英语）.
- Parks, Kyle. . The Evening Independent（英语：The Evening Independent）. 1985-04-05  [2009-07-11]. （原始内容存档于2024-01-30） （英语）.
- Da Atley, Richard. . The Daily Collegian. 1986-01-29  [2009-07-19]. （原始内容存档于2016-04-08） （英语）.
- . Netflix. 2024-01-29  [2024-03-28]. （原始内容存档于2024-11-18） （英语）.
- . BBC News. 2009-06-26. （原始内容存档于2024-02-15） （英语）.
- Holden, Stephen. . The New York Times. 1987-12-27  [2009-07-22] （英语）.
- Sicam, Ed. . Yahoo! Life. 2011-02-25  [2022-03-20] （英语）.
- Ruhlmann, William. . MTV. 2009-10-29  [2009-07-19]. （原始内容存档于2009-10-29） （英语）.

- Gunderson, Edna. . USA Today. 2010-02-02  [2010-02-03]. （原始内容存档于2011-10-18） （英语）.
- Palmer, Robert. . The Spokesman-Review. 1985-12-26 （英语）.
- Gundersen, Edna. . USA Today. 2010-02-14  [2010-03-06]. （原始内容存档于2021-05-15）.
- Holden, Stephen. . The New York Times. 1989-12-03  [2009-07-19]. （原始内容存档于2013-05-31） （英语）.
- Popson, Tom. . Chicago Tribune. 1986-01-31  [2009-09-25]. （原始内容存档于2012-11-05） –ProQuest Archiver （英语）.
- Andrews, Edmund L. . The New York Times. 1995-06-05  [2009-07-19]. （原始内容存档于2023-11-28）.
- Pareles, Jon. . The New York Times. 1989-08-27  [2009-07-09]. （原始内容存档于2025-05-28） （英语）.

- Bennett, Robert A. . The New York Times. 1985-12-29  [2009-07-19]. （原始内容存档于2018-07-02） （英语）.
- Beatts, Anne. . Los Angeles Times. 1997-10-12  [2009-08-08]. （原始内容存档于2012-11-05）.

- Glave, Judie. . The Gainesville Sun. 1985-05-17.
- Wilson, Jeff. . The Gainesville Sun. 1986-10-09.
- Samson, John. . 1989  [2013-06-02]. （原始内容存档于2016-08-12） （英语）.

- Hewett, Jenni. . The Sydney Morning Herald. 1986-05-27 （英语）.

- Pike, Douglas. . The Spokesman-Review（英语：The Spokesman-Review）. 1985-04-28 （英语）.
- Kutner, Michael. . The Daily Collegian. 1985-07-22  [2009-07-22]. （原始内容存档于2016-04-08）.
- Linder, Lee. . The Gainesville Sun. 1985-07-14  [2009-07-22]. （原始内容存档于2023-04-05）.
- Apple, R. W. . The New York Times. 1993-01-18  [2009-07-21]. （原始内容存档于2024-09-10）.
- May, Clifford D. . The Ledger. 1985-06-27  [2009-07-19].
- Palmer, Robert. . The New York Times. 1985-07-15  [2009-07-22]. （原始内容存档于2023-04-08）.
- FRJimenez. . 2013-12-14  [2024-11-28]. （原始内容存档于2024-09-26） （他加禄语）.
- Pareles, Jon. . The New York Times. 1993-01-19  [2009-07-21]. （原始内容存档于2023-04-06）.

- Rothstein, Edward. . The New York Times. 1993-02-14  [2009-07-21]. （原始内容存档于2023-04-06）.
- Powers, Anne. . Los Angeles Times. 2009-07-07  [2009-07-22]. （原始内容存档于2022-06-23）.
- Trust, Gary. . Reuters. 2009-07-16  [2009-07-22]. （原始内容存档于2023-04-05）.
- McFeely, Dan. . The Indianapolis Star. 2010-03-06  [2010-10-19] （英语）.

- Duke, Alan. . CNN. 2010-02-02  [2010-02-02]. （原始内容存档于2010-02-06）.

- Church, Rosemary. . CNN International. 2010-03-20  [2024-11-26]. （原始内容存档于2010-12-30）.

### 书籍来源
- Braheny, John. . Writer's Digest Books. 2006. ISBN 1-58297-466-7 （英语）.
- Breskin, David. . Image Entertainment, Inc. 2004 （英语）.
- Campbell, Lisa. . Branden. 1993. ISBN 0-8283-1957-X （英语）.
- Davis, Sharon. . Robson. 2006. ISBN 1-86105-965-5 （英语）.
- Garofalo, Reebee. . South End Press. 1992. ISBN 0-89608-427-2.
- George, Nelson（英语：Nelson George）. . Sony BMG. 2004 （英语）.
- Marsh, Dave. . Routledge. 2004. ISBN 0-415-96928-X （英语）.
- Taraborrelli, J. Randy. . Terra Alta, WV: Headline. 2004. ISBN 0-330-42005-4 （英语）.

- Salaverri, Fernando.  1st. Spain: Fundación Autor-SGAE. 2005-09. ISBN 84-8048-639-2 （西班牙语）.
- Kent, David. . St Ives, NSW（英语：St Ives, New South Wales）: Australian Chart Book. 1993. ISBN 0-646-11917-6 （英语）.

- Scaping, Peter (编). .  8th. British Phonographic Industry. 1986. ISBN 0-906154-07-3 （英语）.
- （美）哈里·萨莫若. . 由邓兴军翻译. 北京: 中国青年出版社. 1998-04. ISBN 7-5006-2510-3 （中文（中国大陆））.
- （英）埃里克·克莱普顿. . 雅众 音乐系列. 由陈震; 昆鸟翻译. 北京: 北京联合出版公司. 2020-06. ISBN 978-7-5596-4001-7 （中文（中国大陆））.
- （美）克里格·罗格. . 雅众 音乐系列. 由黄义彤翻译. 北京: 中国青年出版社. 2000-12. ISBN 7-5006-4085-4 （中文（中国大陆））.
- （美）迈克尔·布什. . 国际时尚设计丛书.服装. 由王越翻译. 北京: 中国纺织出版社. 2022-08. ISBN 978-7-5180-9502-5 （中文（中国大陆））.
- （美）莱斯·克兰茨（Les Krantz）; （美）苏·斯威姆（Sue Sveum）. . 由卢葳翻译. 北京: 生活·读书·新知三联书店. 2006-12. ISBN 7-108-02562-0 （中文（中国大陆））.
- （美）理查德·卡林. . 音乐人文通识译丛. 由刘丹霓翻译. 上海: 上海音乐出版社. 2022-11. ISBN 978-7-5523-2447-1 （中文（中国大陆））.
- （美）史蒂芬·海登. . 由朱静雯翻译. 上海: 上海三联书店. 2022-09. ISBN 978-7-5426-7666-5 （中文（中国大陆））.
- （美）西摩·斯坦（Seymour Stein）; （法）加雷恩·墨菲（Gareth Murphy）. . 乐府音乐书系. 由余永黎翻译. 北京: 北京联合出版公司. 2022-08. ISBN 978-7-5596-5039-9 （中文（中国大陆））.
- 尤静波. 李罡 , 编. . 流行音乐教育系列丛书. 上海: 上海音乐出版社. 2015-09. ISBN 978-7-5523-0843-3 （中文（中国大陆））.
- 焦鹤; 李成福 (编). . 刘传风华系列丛书. 北京: 中国财富出版社. 2022-01. ISBN 978-7-5047-7632-7 （中文（中国大陆））.
- 尹鴻綺. . 華興文教. 2020 （中文（繁體））.
- 黄燎原; 韩一夫. . 河北人民出版社. 1992年5月. ISBN 9787202011331 （中文（中国大陆））.
- 昆西·瓊斯. . 讀書共和國. 2023-04. ISBN 9786269639670 （中文（繁體））.
- 王韡. . 学术新锐系列 双一流建设丛书. 北京: 中国传媒大学出版社. 2022-05. ISBN 978-7-5657-3203-4 （中文（中国大陆））.
- 吴文环; 杨虹. 焦鹤; 李成福 , 编. . 全国高等院校公共艺术课系列教材. 北京: 对外经济贸易大学出版社. 2010-10. ISBN 978-7-81134-814-9 （中文（中国大陆））.
- 上海市音乐公共课教材编订小组. . 全国高等院校公共艺术课系列教材. 上海: 上海音乐学院出版社. 2011-06. ISBN 978-7-80692-626-0 （中文（中国大陆））.
- 美国《滚石》杂志社 (编). . 由张锐翻译. 南宁: 接力出版社. 2010-06. ISBN 978-7-5448-1387-7 （中文（中国大陆））.
- 伍湘涛. . 北京: 航空工业出版社. 1988-04. ISBN 7-80046-013-4 （中文（中国大陆））.
- （美）帕特里克·赫姆菲利斯. . 欧美流行音乐经典指南. 由杜丽霞翻译. 西安: 西安交通大学出版社. 2000-12. ISBN 7-5605-1357-3 （中文（中国大陆））.
- （美）Ray Baragary. . 由童利民翻译. 杭州: 浙江科学技术出版社. 1998-08. ISBN 7-5341-0840-3 （中文（中国大陆））.

- （美）尼尔·海斯洛普（Neil Haislop）. . 由顾天爵翻译. 北京: 中国青年出版社. 1998-01. ISBN 7-5006-2509-X （中文（中国大陆））.

- （美）格伦·阿尔特舒勒（Glenn C.Altschuler）. . 由董楠翻译. 北京: 生活·读书·新知三联书店. 2018-05. ISBN 978-7-108-06076-1 （中文（中国大陆））.

- （英）克里斯托弗·里克斯. . 由姜涛; 王海威翻译. 桂林: 广西师范大学出版社. 2023-04. ISBN 978-7-5598-5718-7 （中文（中国大陆））.

- （英）凯特·贝莉; （英）西蒙·斯莱登. . 由周佳翻译. 武汉: 华中科技大学出版社. 2022-02. ISBN 978-7-5680-7706-4 （中文（中国大陆））.

- 樊帆 (编). . 银川: 宁夏人民出版社. 2005-06. ISBN 978-7-227-02941-0 （中文（中国大陆））.
- 刘凯; 谢彤. . 上海: 上海文化出版社. 2007-04. ISBN 978-7-80740-088-2 （中文（中国大陆））.
- 王今; 克柔 (编). . 北京: 京华出版社. 1998-10. ISBN 7-80600-243-X （中文（中国大陆））.
- （美）哈里·萨莫若. . 由邓兴军翻译. 北京: 中国青年出版社. 1998-04. ISBN 7-5006-2510-3 （中文（中国大陆））.

- 罗婉容; 景进安. . 走向国际市场丛书. 太原: 山西经济出版社. 1993-05. ISBN 7-80577-578-8 （中文（中国大陆））.

- 《温家宝谈教育》编辑组 (编). . 北京: 人民教育出版社. 2013-10. ISBN 978-7-107-27510-4 （中文（中国大陆））.

- 雷世泰 (编). . 1001系列. 北京: 中国青年出版社. 1994-12. ISBN 7-5006-1615-5 （中文（中国大陆））.

- 王晓峰; 章雷 (编). . 世界图书出版公司北京公司. 2000-01. ISBN 7-5062-4144-7 （中文（中国大陆））.
- 金桥. . 上海: 上海交通大学出版社. 2009-01. ISBN 978-7-313-05459-3 （中文（中国大陆））.
- 张有待. 许晓峰; 《音像世界》杂志社; 《社会心理研究》编辑部 , 编. . 北京: 北京广播学院出版社. 1992-03. ISBN 7-81004-408-7 （中文（中国大陆））.

- 徐元勇 (编). . 南京: 东南大学出版社. 2015-08. ISBN 978-7-5641-5886-6 （中文（中国大陆））.

- 张鸣雨. . 长春: 长春出版社. 2011-10. ISBN 978-7-5445-1846-8 （中文（中国大陆））.

### 期刊来源
- (PDF). Billboard. 1989-07-29  [2023-02-07]. ISSN 0006-2510.
- . Music Week (London, England: Spotlight Publications). 1986-01-18.
- . Jet（英语：Jet (magazine)）. 1985-02-18  [2009-07-11] （英语）. jackson we are the world.
- Cagle, Jess. . Entertainment Weekly. 1992-01-24  [2009-07-11]. （原始内容存档于2024-06-27）.
- . Billboard. Vol. 97 no. 52. 1985-12-28: T-26 （英语）.
- . Jet. 1985-04-08  [2009-07-11]. （原始内容存档于2024-11-29） （英语）.

- Harris, Chris. . Rolling Stone. 2009-07-07  [2009-07-22]. （原始内容存档于2009-07-09） （英语）.

- Archerd, Army. . Variety. 1993-01-18  [2011-08-16].
- Steinbreder, John. . Fortune. 1985-11-25  [2009-07-21]. （原始内容存档于2023-12-08）.
- Worrell, Denise. . Time. 1985-03-25  [2009-07-19]. （原始内容存档于2008-02-20） （英语）.
- Edwards, Gavin. . Rolling Stone. 2020-03-06  [2021-11-27]. （原始内容存档于2021-11-27）.

- Cocks, Jay. . Time. 1985-04-22  [2009-07-19]. （原始内容存档于2011-06-04）.